# HWA
HWA AG – niemieckie przedsiębiorstwo samochodowe założone w 1999 roku przez Hansa-Wernera Aufrechta (od którego wywodzi się nazwa przedsiębiorstwa) zajmujące się budową i rozwojem podzespołów do pojazdów zespół wyścigowy Mercedes-AMG. Baza firmy znajduje się w Affalterbach w Badenii-Wirtembergii.
HWA Team jest oficjalnym zespołem wyścigowym reprezentującym Mercedes-AMG w 2012. HWA AG dostarczał także silniki do bolidów ścigających się w Formule 3 Euroseries oraz w Brytyjskiej Formule 3.

## Sukcesy zespołu HWA Team
- Deutsche Tourenwagen Masters

2000 - Bernd Schneider
2001 - Bernd Schneider
2003 - Bernd Schneider
2005 - Gary Paffett
2006 - Bernd Schneider
2010 - Paul di Resta